# Cheilanthes gracillima
Cheilanthes gracillima es una especie de helecho de la familia botánica Pteridaceae. Es originaria del oeste de Norteamérica,  donde crece en hábitats rocosos desde la Columbia Británica a California y Montana. 

## Descripción
Crece en forma de racimos de color verde con volantes que miden hasta unos 25 centímetros de largo. Cada uno está estrechamente dividido en segmentos formados por pares de segmentos más pequeños, que son de forma ovalada y cóncava y con sus bordes enrollados debajo. También son a menudo muy pilosas. Los soros se encuentran dentro de los márgenes enrollados bajo de cada segmento de las hojas.

## Taxonomía
Cheilanthes gracillima fue descrita por Daniel Cady Eaton y publicado en Report on the United States and Mexican Boundary . . . Botany 2(1): 234. 1859.
Sinonimia
- Allosorus gracillimus (D.C. Eaton) Farw.
- Myriopteris gracillima (D.C. Eaton) J. Sm.[2]